# Klášter Saarn
Klášter Saarn (německy: Kloster Saarn) je bývalý klášter cisterciaček v Mülheim an der Ruhr, v městské části Saarn, ve spolkové zemi Severní Porýní-Vestfálsko, v Německu. Dobře zachovaný klášterní komplex v sobě ukrývá stavební prvky z 13. až 19. století.

## Historie
Na základě poznatků z archeologického výzkumu byl klášter založen kolem roku 1200. O přesném důvodu stavby nehovoří žádné prameny. Saarn byl založen pravděpodobně roku 1214 jako Kloster Mariensaal (Aula sanctae Mariae) společně s klášterem Eppinghoven u Kaarstu, původně jako smíšený. V prvních dvou dekádách existence obou klášterů, byly vedeny společnou abatyší Wolbernou. V roce 1216 byly začleněny do cisterciáckého řádu a dohled nad nimi převzal opat kláštera Kamp, který také zajišťoval jeho duchovní péči. V roce 1237 došlo k rozdělení majetku obou klášterů.
Ve druhé fázi založení hrál významnou roli arcibiskup Engelbert I. Kolínský (1220-1225). V rámci svých politických aktivit jako arcibiskup, vévoda z Bergu a zároveň jako regent a vychovatel nezletilého krále Jindřicha VII., (1220-1235) byl ke klášteru velmi pozorný. Obecně prosazoval podporu reformních řádů (v tomto případě cisterciáků), jejich osamostatnění, a bránil je proti konkurenční pozemkové šlechtě.

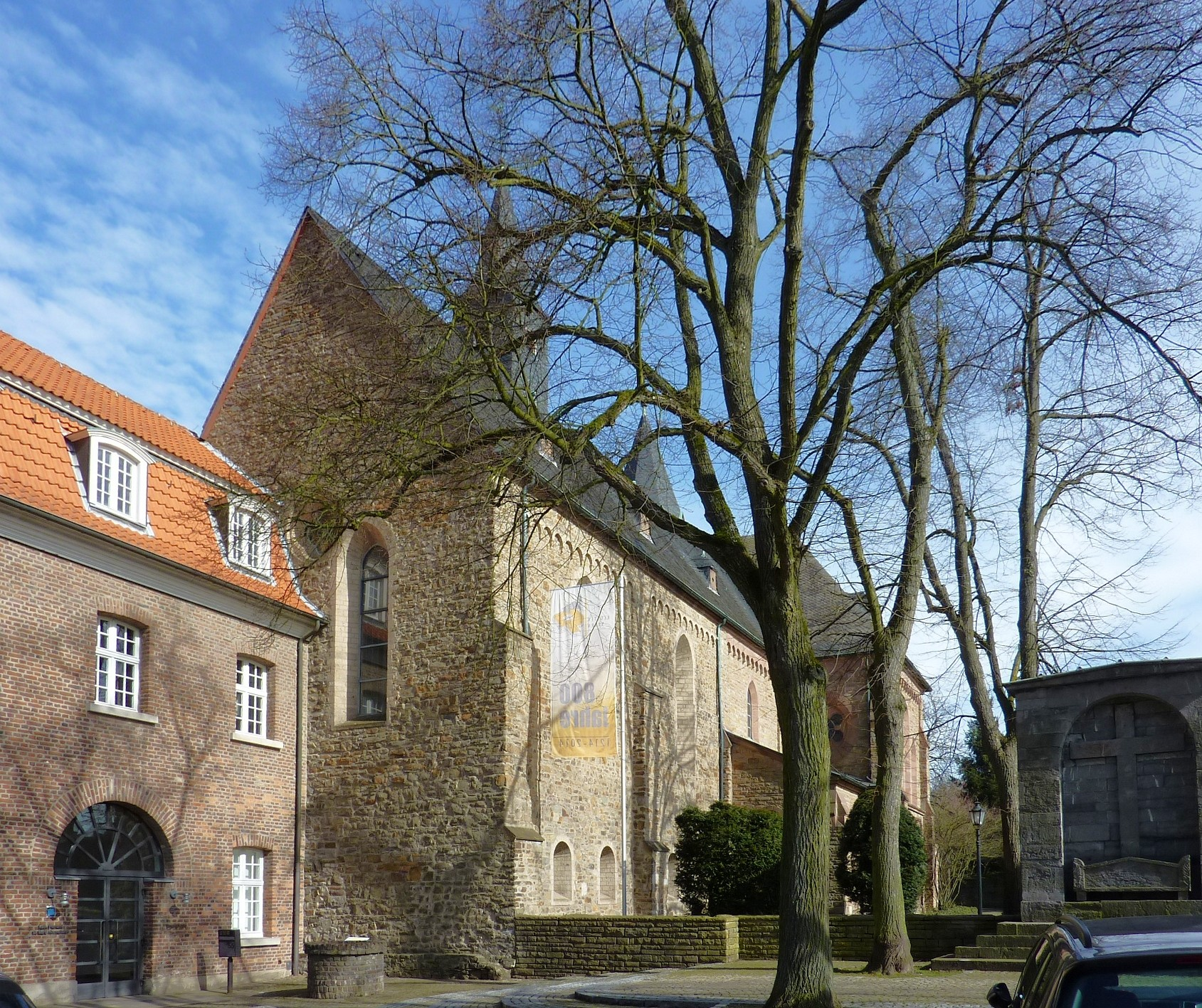
Konventní chrám od jihozápadu

V roce 1223 získal klášter díky papeži Honoriu III. a Říši obsáhlá privilegia. Papež udělil Saarnu svojí ochranu a řádové výsady. Život místních jeptišek a existence kláštera tedy získala trvalou právní a materiální základnu. Jeho ochránce Jindřich byl – pravděpodobně na popud Engelberta – uctíván jako čestný "zakladatel".
Od 15. do 17. století se objevovaly tendence přeměnit klášter na ústav šlechtičen.

### Sekularizace
Klášter Saarn byl zrušen francouzskou vládou během francouzské okupace vévodství Berg v rámci sekularizace církevního majetku v roce 1808.
Ve správě Sylvestera Trenella vznikla v klášteře pruská zbrojovka (Königlich Preußische Gewehrfabrik), k jejímuž schválení ze strany Pruského království došlo 6. ledna 1815. Továrna na výrobu pušek sídlila v sousedním městě Hattingenu. V roce 1840 byl z továrny Trenelle vypovězen z důvodu špatné kvality výrobků a práce pokračovaly pod státním dozorem. V roce 1862 byla produkce ze Saarnu a Hattingenu přesunuta do Erfurtu. Při stavbě Reichsstraße 1 (dnešní Bundesstraße 1), vedoucí v těsné blízkosti kláštera byly zbořeny některé z hospodářských stavení. Objekt převzalo v roce 1936 město Mülheim an der Ruhr a nechalo v nich zřídit domov pro seniory.

## Dnešní stav
Mezi lety 1979 a 1989 byl klášter jako památka zrestaurován a dnes slouží jako místo setkávání, kavárna a je v něm umístěn konferenční sál. Za zmínku stojí také velká farní knihovna a v roce 2008 otevřené muzeum s nálezy z archeologických výzkumů, prováděných mezi lety 1979 a 1989, prezentujících klášterní život začátku 13. století. Od podzimu roku 2010 je muzeum doplněno i o klášterní bylinnou zahradu.
V bývalém konventním chrámu se pravidelně pořádají koncerty duchovní hudby (série koncertů Musik im Kloster Saarn, která rovněž zahrnuje každoroční Saarner Orgeltage).
Kostel a farnost Nanebevzetí Panny Marie jsou ve správě členů řeholní kongregace Oblátů svatého Františka Saleského.
Klášter je mimo jiné součástí Route der Industriekultur (projekt spojující turistické cíle spojené s bohatou průmyslovou historií Porúří).

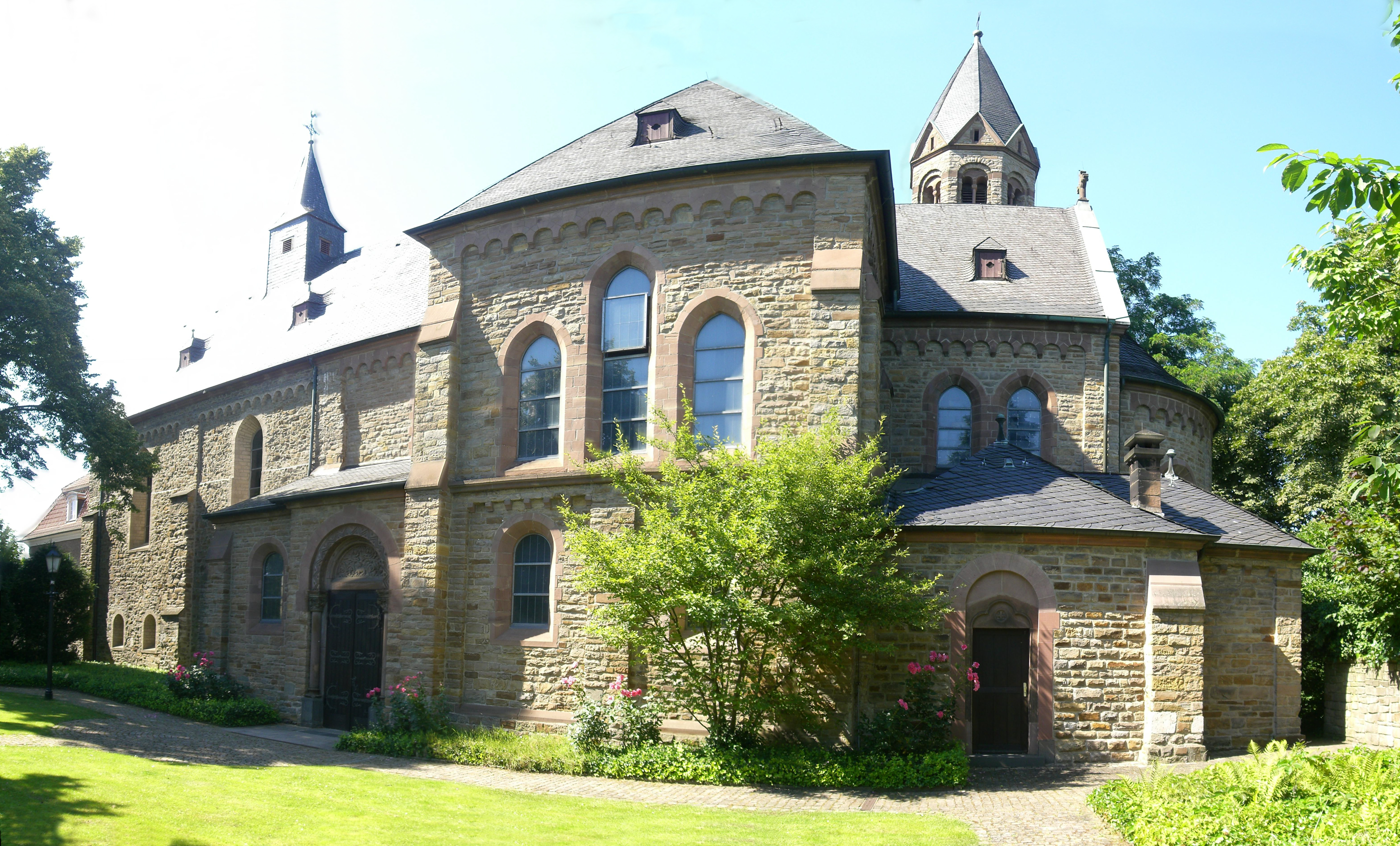
Panorama kláštera
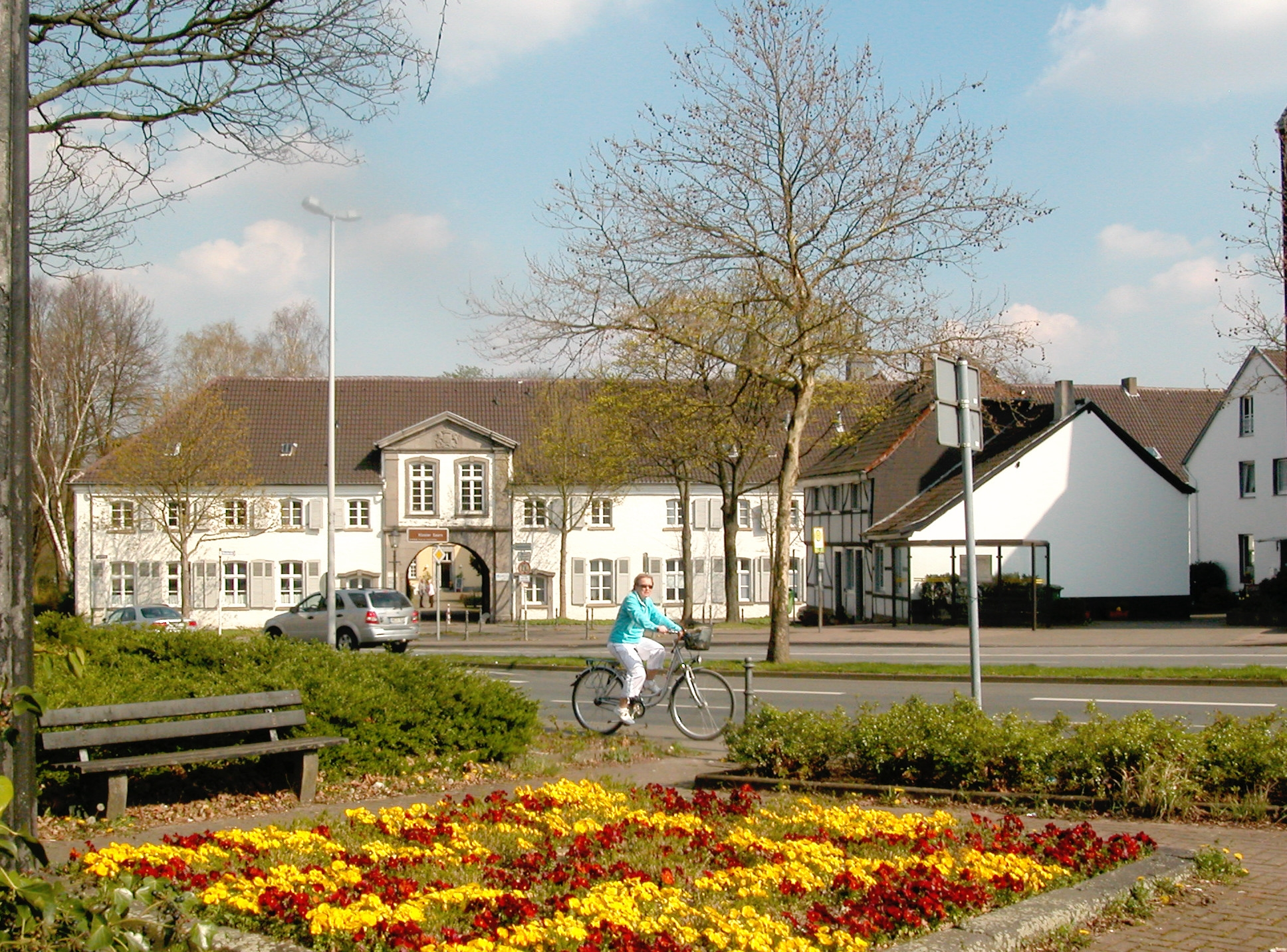
Pohled od západu
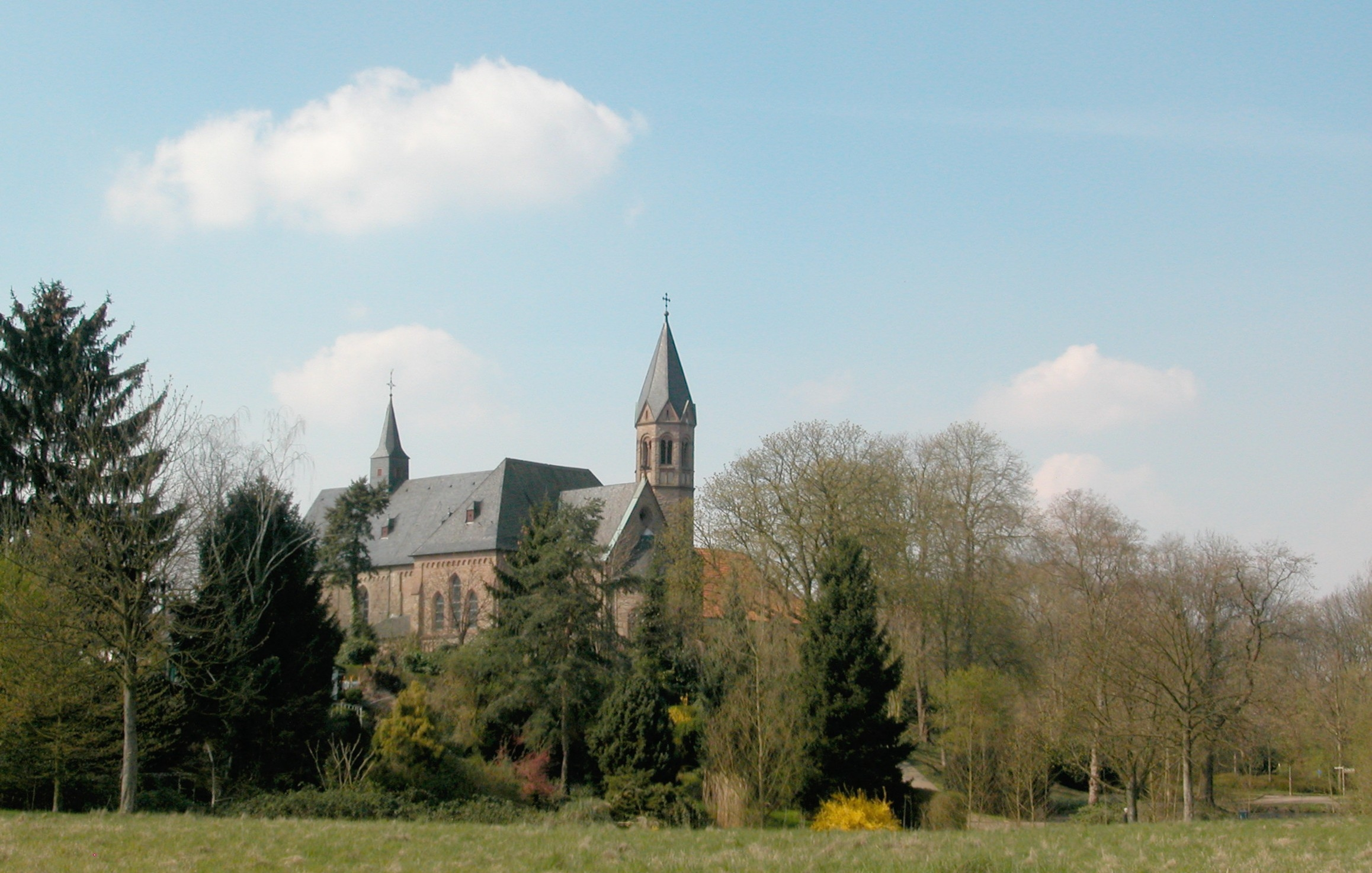
Klášter Saarn